# アーカーシャ
アーカーシャ（サンスクリット語: आकाश、Ākāśa、独: Akasha、アカシャ、阿迦奢、赤砂とも）は、インドで「虚空」「空間」「天空」を意味する言葉であり、インドの五大のひとつである。

## 概要
もともとはインド哲学における物質の根源である四大（しだい）（地、水、火、風）に、それらを産出し包括するために概念的に加えられた空間、すなわち虚空を意味し、併せて五大を構成する。
単に「空」と訳されることも多いが、この場合は「アーカーシャ」ではなく「シューニャ」（サンスクリット語: शून्य, śūnya）を意味する場合があり、両者は意味する由来がまったく異なるため解釈に重大な影響を与えないよう慎重な注意が必要である。
また、『ウパニシャッド』においては人間の内面や事物の本質を意味する「アートマン」（元の言葉は「呼吸」）とされたが、ヤージュニャヴァルキヤは「風」・「空間」・「ガンダルヴァ」・「太陽」・「月」・「星」・「神」・「インドラ」・「プラジャーパティ」・「ブラフマン」を包摂するもの、すなわち存在の一切を統括する法則とした。
西洋の近代オカルティズムではしばしばエーテルと同一視される。